# Seaxburh av Wessex
Seaxburh av Wessex, död cirka 674, var regerande drottning av det anglosaxiska kungadömet Wessex från 672 till 673.  
Seaxburh var gift med kung Cenwalh av Wessex. Cenwalh avled utan barn år 672, och hans änka Seaxburh efterträdde honom då som regerande drottning. Det var mycket ovanligt för en kvinna att regera i sitt eget namn i det anglosaxiska England, och hon är den enda kvinnliga monark som finns uppräknad i någon anglosaxisk regentlängd. Enligt officiella källor regerade hon i ett års tid. Eftersom hon efterträddes av Æscwine av Wessex först 674, är det dock möjligt att hon regerade längre än så.